# Carrières-sous-Poissy
Carrières-sous-Poissy is een gemeente in Frankrijk. Het ligt aan de binnenkant van de lus aan de rechter oever van de Seine, op 25 km ten westen van het centrum van Parijs.

## Kaart
De onderstaande kaart toont de ligging van Carrières-sous-Poissy met de belangrijkste infrastructuur en aangrenzende gemeenten.

## Demografie
Onderstaande figuur toont het verloop van het inwonertal, bron: INSEE-tellingen. 